# Поповское сельское поселение (Терновский район)
Поповское сельское поселение — упразднённое муниципальное образование в Терновском районе Воронежской области.
Административный центр — село Поповка.

## История
Закон Воронежской области № 19-ОЗ от 6 марта 2014 года было решено преобразовать Народненское сельское поселение и Поповское сельское поселение Терновского муниципального района, путём объединения во вновь образованное муниципальное образование Народненское сельское поселение с административным центром в селе Народное.

## Административное деление
В состав поселения входят:
- село Поповка,
- деревня Красивка,
- деревня Михайловка.